# إبراهيم حكمي
إبراهيم حكمي (من مواليد 21 يناير عام 1994) هو لاعب كرة قدم سعودي لعب سابقاً في نادي حطين .